# Ловін (Куявсько-Поморське воєводство)
Ловін (пол. Łowin) — село в Польщі, у гміні Прущ Свецького повіту Куявсько-Поморського воєводства.
Населення — 386 осіб (2011).
У 1975-1998 роках село належало до Бидгощського воєводства.

## Демографія
Демографічна структура станом на 31 березня 2011 року:
|          | Загалом | Допрацездатний вік | Працездатний вік | Постпрацездатний вік |
| -------- | ------- | ------------------ | ---------------- | -------------------- |
| Чоловіки | 196     | 52                 | 132              | 12                   |
| Жінки    | 190     | 39                 | 123              | 28                   |
| Разом    | 386     | 91                 | 255              | 40                   |